# Битка за Резалу
Битка за Резалу била је битка која се одиграла током побуне на Косову и Метохији између Ослободилачке војске Косова и СР Југославије од 25. новембра до 27. новембра 1997, у региону Дренице.  Битка се сматра првом „широких размера“ коју је водила ОВК.

## Битка
25. новембра, југословенска полиција и војска наводно су покушале извршити рацију у селу Резала, али су упале у заседу коју су поставиле јединице ОВК-а под вођством Адама Јашарија, које су се раније скривале у шуми.
Након повлачења, југословенске снаге су се реорганизовале и почеле да пролазе путем Скендерај–Клина, док је један хеликоптер патролирао испред. Адем Јашари је окупио 22 терориста ОВК-а и чекао у уској клисури која је окруживала пут.
Када су дошла југословенска возила, терористи ОВК-а су отворили ватру, усмртивши многе и уништивши артиљерију и возила југословенских снага.  
Због тога су се југословенске снаге повукле у село Лауша, где су убиле двоје албанских учитеља који су радили у основној школи.

## Последице
28. новембра, након завршетка битке, ОВК се први пут јавно појављује на сахрани једног од учитеља кога су убиле српске снаге, одржавши говор пред 20,000 етничких Албанаца.
У јануару 1998, југословенске снаге нападају породицу Јашари у Преказу, али не успевају да убију Адама Јашарија, Хамзу Јашарија и Шабана Јашарија, након чега се повлаче у оближњу артиљеријску фабрику.